# أندرسون كليبر بيرالدو
أندرسون كليبر بيرالدو (بالبرتغالية: Anderson Cléber Beraldo) (27 أبريل 1980 في ساو باولو) الشهير باسم أندرسون لاعب كرة قدم برازيلي يلعب حاليا في نادي الدرجة الأولى كروزيرو البرازيلي في مركز قلب الدفاع .

## المسيرة الرياضية مع الأندية

### كورنثيانز
بدأ أندرسون مسيرته الرياضية في نادي كورنثيانز أحد الأندية الشهيرة في منطقة ساو باولو . شارك مع الفريق طوال 5 مواسم ثم قرر الانتقال إلى البرتغال في منتصف الموسم السادس . مع فريق كورنثيانز حقق معه بطولة كأس العالم للأندية الأولى سنة 2000 وبطولة دوري الدرجة الأولى البرازيلي سنة 2005 وبطولة كأس البرازيل سنة 2002 وبطولة منطقة ساو باولو مرتين 2001 و2003 وبطولة ساو باولو وري ودي جانيرو سنة 2002 .

### بنفيكا
تعاقد نادي بنفيكا مع أندرسون في بداية موسم 2005/2006 حيث شارك طوال الدقائق التسعين في أول مباراة للفريق في بطولة دوري الدرجة الأولى أمام فريق أكاديميكا كويمبرا في 20 أغسطس 2005 . استطاع سريعا أن يكون أحد اللاعبين الأساسيين في التشكيلة تحت قيادة المدرب الهولندي رونالد كويمان حيث كون ثنائيا في مركز قلب الدفاع مع البرازيلي الآخر لويزاو . ساهم أندرسون في تحقيق فريق بنفيكا بطولة كأس البرتغال في موسمه الأول .
صرح أندرسون أكثر من مرة بأنه يرغب في الرحيل عن نادي بنفيكا بسبب المدرب الجديد فيرناندو سانتوس الذي يجعله يلعب في مركز الظهير الأيسر على الرغم من عدم إجادته لهذا المركز . بالإضافة إلى مواجهته صعوبات في علاج ابنه المريض فإنه عبر عن رغبته في العودة إلى البرازيل ونتيجة لذلك فقد قرر سانتوس إيقاف أندرسون عن المشاركة جولة الفريق التحضيرية في رومانيا . ذكرت وسائل الإعلام الرياضية بأن أندرسون يتفاوض للانتقال إلى نادي كروزيرو حيث طلب نادي بنفيكا مبلغ 3 ملايين يورو مقابل التخلي عنه ولكن رئيس نادي كروزيرو رفض دفع هذا المبلغ العالي . ذكرت تقارير صحفية بأنه من المحتمل أن ينتقل أندرسون إلى نادي فنربخشه التركي .

### ليون
على الرغم من رغبته في العودة إلى البرازيل من أجل علاج ابنه المريض إلا أنه قرر الموافقة على الانتقال إلى نادي ليون مقابل 3 ملايين يورو . ولكنه لم يستطع الاستقرار نفسيا في فرنسا وبالتالي فقد انتقل بعقد إعارة إلى نادي ساو باولو أولا ثم إلى نادي كروزيرو ثانيا .

## المسيرة الرياضية مع المنتخبات
شارك أندرسون في مباراة دولية واحدة مع منتخب البرازيل في مواجهة منتخب غواتيمالا حيث سجل الهدف الأول في تلك المباراة في الدقيقة الرابعة . على الرغم من أدائه عالي المستوى في المباراة الماضية إلا أن المدرب الحالي كارلوس دونغا لا يرغب في استدعائه مجددا .

## روابط خارجية
- أندرسون كليبر بيرالدو على موقع قاعدة بيانات كرة القدم.إي يو (الإنجليزية)
- أندرسون كليبر بيرالدو على موقع قاعدة بيانات كرة القدم.إي يو (الإنجليزية)
- أندرسون كليبر بيرالدو على موقع ناشيونال فوتبول تيمز (الإنجليزية)
- أندرسون كليبر بيرالدو على موقع Soccerway.com (الإنجليزية)